# 국립지도박물관
국립지도박물관(國立地圖博物館)은 대한민국 경기도 수원시 영통구 월드컵로 92(원천동)에 위치한 지도 전문 박물관이다. 특정 전문가들만의 전유물로 인식되던 측량과 지도를 누구라도 한 눈에 쉽고 폭넓게 이해할 수 있고 더불어 국토사랑에 대한 국민적 공감대를 형성할 수 있는 교육과 현장학습의 장으로 활용하기 위하여 설립된 대한민국 국토교통부 국토지리정보원에서 설립 운영하는 국립박물관이다.

## 전시 주제

### 제1관 중앙홀
‘지도박물관’의 상징물인 대형 지구모형과 인공위성 모형을 설치하였으며, 대형 한글 한반도지도 '국토사랑'을 전시하고 있다.

### 제2관 역사관
지도의 기원, 각종 고지도에서 김정호의 대동여지도, 국토지리정보원 제작의 현대지도에 이르기까지 대한민국의 지도 발달과정과 세계지도 변천사를 일목요연하게 알아 볼 수 있도록 다양한 유물과 그래픽 패널 영상으로 전시하고 있다.

### 제3관 현대관
지도제작 체험장, GIS와 생활, 국토지리정보원의 하는 일 등을 그래픽패널과 한반도 조망여행, 차량항법 시스템 등 시뮬레이션 장비를 통한 체험 학습과 홍보영상물을 전시하며 항공사진도화기나 각종 측량장비와 지도 제작과 관련된 장비들을 전시하고 있다.

### 제4관 야외전시장
김정호의 동상이 있으며, 세계의 위치기준인 그리니치 천문대로부터 대한민국 위치의 기준을 설치한 경위도원점, GPS 관측시설, 각종 측량시설 모형 등도 전시하고 있다.

## 관람 안내

### 관람 시간
- 10:00 ~ 17:00
- 16시까지 입장 가능
- 연중 무휴로 운영(국·공휴일 관람 가능)

### 입장료
- 무료

### 수용 인원
- 100명/1회 (1일3회)

### 단체관람 신청
- 인터넷 접수